# Meglio Soul
| Recensione              | Giudizio |
| ----------------------- | -------- |
| Dizionario del Pop-Rock | [ 1 ]    |

Meglio Soul è il secondo album musicale di Enzo Avitabile, uscito nel 1983.

## Il disco
Vede la collaborazione di diversi musicisti come Lele Melotti e Walter Calloni alla batteria, Rino Avitabile al basso, Giorgio Cocilovo, Claudio Bazzari e Paolo Gianolio alle chitarre, Edo Martin, Mark Harris, Aldo Banfi e Mimmo Sepe alle tastiere e Toni Stotuti alla tromba. Ai cori Linda Wesley, Naimy Hackett e lo stesso Avitabile che suona in questo album sax alto, baritono, tenore e flauto. Alla parte tecnica Allan Goldberg, già assistente alla registrazione di voci e basi di diversi dischi di Pino Daniele.

## Tracce

### LP
Lato A
Testi e musiche di Enzo Avitabile.
1. When I Believe – 3:43
2. Uhè che me succede – 2:24
3. Mi sveglierò – 2:46
4. Charlie – 4:41
5. Anche se non vuoi – 3:25

Lato B
Testi e musiche di Enzo Avitabile.
1. Meglio Soul – 3:37
2. Gospel mio (cantato con Richie Havens) – 4:04
3. Like io, Funky io – 2:53
4. Prendila come vuoi – 2:55
5. Banesia deo – 3:20

## Musicisti
- Enzo Avitabile - voce, sax alto, sax tenore, sax baritono, flauto, cori
- Giorgio Cocilovo - chitarra
- Claudio Bazzari - chitarra
- Paolo Gianoglio - chitarra
- Edo Martin - tastiere
- Mark Harris - tastiere (brano: Charlie)
- Aldo Banfi - tastiere
- Mimmo Sepe - tastiere
- Toni Statuti - tromba, flicorno (brani: Charlie, Prendila come vuoi e Banesia deo)
- Rino Avitabile - basso
- Walter Calloni - batteria (eccetto brani: Meglio Soul e Like io, Funky io)
- Lele Melotti - batteria (brani: Meglio Soul e Like io, Funky io)
- Richie Havens- voce (brano: Gospel mio)
- Naimy Hackett - cori
- Linda Westley - cori

Note aggiuntive
- Carlo Siliotto - produzione di sala
- Rino Avitabile - produttore esecutivo
- Enzo Avitabile - arrangiamenti
- Registrazioni e missaggi effettuati allo Stone Castle - Carimate
- Basi e voci registrate in diretta da: Allan Goldberg
- Nick Lovallo - assistente
- Sovrapposizioni registrate da: Daniele Falconi
- Missaggi: Roger Penazzo e Daniele Falconi
- Claudio Gaiaschi - fotografie copertina album originale
- Gianpiero Vinti & EMI Creative Services - copertina
- Un ringraziamento particolare a: Richie Havens, Isabella Santori e inoltre a Carlo Avitabile, Piero Gallo, Roberto Galanti. Si ringrazia inoltre la ditta Monzino per l'assistenza concessa.[3]